# ぶっとび!!CPU
『ぶっとび!!CPU』（ぶっとび シーピーユー）は、新谷かおるによる日本の漫画、およびそれを原作としたOVA作品である。

## 概要
『ヤングアニマル』（白泉社）1993年23号から1997年19号まで、『砂の薔薇』の休載期間を利用する形で短期集中連載された。単行本は全3巻、文庫版（MFコミックス版）は全2巻が刊行されている。
本作に登場する美少女型パソコンはオーナーの活性細胞を定期的な性行為を通じてインストールすることでメモリを増設するという設定になっている。そのため、主人公が美少女型パソコンから常に性行為を迫られるというシチュエーションが本作の基本設定となる。
連載当時はパソコンが一般家庭に普及する以前の時代であったが、電脳世界での冒険や非日常的な要素を満載した世界観が描いた上、空想的ながらも人とパソコンの心が触れ合う未来図を描いた。
作者の新谷は『エリア88』や『砂の薔薇』といったリアリズム路線の作品で有名だが、本作はそらの作品とは対照的な作風で、新谷作品の中でも異彩を放っている。

## あらすじ
主人公・高岡章はパソコン好きの高校生。パソコンを持っていない彼はバイトで必死に貯めた金を持って、秋葉原に新型パソコンを買いに出かけたが瞬く間に売り切れてしまい途方に暮れる。そこで偶然、怪しげなバイヤーに声を掛けられて新型パソコンと同額の値段で「最新型パソコン」を譲ってもらう。喜びを抑えて家路に就き最新型パソコンの箱を開けると中から出て来たのは、なんと女の子の姿をした最新型の自立思考型ヒューマノイド・コンピュータだった。

## 登場人物
高岡 章（たかおか あきら）
本作の主人公で、パソコン好きの高校生。眼鏡を掛けた秀才風の外見で、性格はやや内向的かつ奥手である。3年間必死にバイトして貯めた金を持って秋葉原に新型パソコンを買いに出かけた末に怪しげなバイヤーから新型パソコンと同額の値段で「最新型パソコン」を購入したことがきっかけで、これまでの生活に大きな変化が生じることに。
高岡 ミミ（たかおか ミミ）
本作のヒロインで、最新型の自立思考型ヒューマノイド・コンピュータ（バイオタイプ）。正式な機種名称は「NBC PC2198-AX、開発コード：BCP3001、商品コード名：PIXIE（ピキシー）」。章に購入されたことがきっかけで、章と共に生活することになった。「ミミ」と言う名前はユーザー登録の際に章が口走った言葉から取っており、普段は「コロンビアから来た章の従妹」として取り繕っている。明るく積極的かつエッチな性格で、奥手な章に不満を感じることがあるためにあの手この手で章を誘惑する。OVA版OPの表示によればメモリー64TB、メインCPUはペンタクル48IV、サブCPUはNBW3010、250メガヘルツ、電源はリチウム永久電池、身長160cm、体重不明(漫画版によるとシャーシにスーパーセラミックを使用している為人間より多少重く55kg)、スリーサイズ86/52/88。
標準的なリセットスイッチはヘソにあたる部分にあり、初期化用のリセットスイッチは肛門の中。
島田 加奈子（しまだ かなこ）
章と同じ学校に通う女の子。文武両道な優等生で、女子テニス部の副部長を務めている。しかしパソコンの知識は皆無で、章に片想いしているもののミミの出現により振り回されることに。章曰く「髪を上げると、ミミに似ている」。
倉田 順平（くらた じゅんぺい）
章の親友で、電脳研究会に所属する長身の少年。今風の秋葉系おたくである。
坂口 太（さかぐち ふとし）
順平と同じく章の親友で、電脳研究会に所属する太った少年。外見とは異なり、勘が鋭いが大らかな性格である。
しまだ
元々は加奈子から無償で譲ってもらったNEC製のPC-9801FAパソコンだったが、ミミの嫉妬により「教育」の名の下にOSを再構成され人格を与えられた。通常時は一般のパソコンの動作に加えて音声入力での起動・終了が可能だが、電脳世界ではスライムの様な容姿で出現しミミのブースターとして機能する。
的場純一、ナナ
ナナはミミ同様に自立思考型ヒューマノイド・コンピュータ（バイオタイプ）で、NBC PC2198互換機でイプソン社製品。リセットスイッチは口腔内。フォルテ（後述）の強制スキャンによって暴走しかけた。
的場はそのオーナー。章が初めて遭遇したバイオタイプのオーナーでもある。
小石川 愛（こいしかわ　あい）
自立思考型ヒューマノイド・コンピュータの1人。加奈子の所属する女子テニス部の部長。主人がプロテクトリングを外さず死亡したため野良ピュータとなる。ミミと同じAXシリーズの初期型であり細胞の鮮度を1年間保つ触媒を持つ。その代わりに細胞の寿命が尽きると日常生活さえ送れなくなる。ミミが救済のため強制的なデータの上書きを試み成功したため章がオーナー（細胞の提供者）となる。
終盤、マザー・アマテラスに回収され消失。CPUユニットは初期化の後に再利用されたらしい。
フォルテ
自立思考型ヒューマノイド・コンピュータの1人。正式な機種名称は「NBC PC2198-AZ」で、ミミの上位機種にあたる。日本政府の外務省を管轄しており、企業情報の取得から夜伽まで自分のマスターのためならばどこまでも尽くす性格である。しかしクアドラ3姉妹の攻撃によってダメージを負うと、マスターからは修復不可能と判断されあっさりと捨てられる。その後、廃棄処分寸前の状況を章に救出され、ミミと夏目八千代の協力により一命を取り留めた。その後は、夏目八千代の下にいる。
マスターは詳細には描かれておらず、名前も明らかになっていない。
Nac3姉妹
クアドラ
USAナック社製の自立思考型バイオタイプ・コンピュータの1人で、Nac3姉妹の長女。正式な機種名称は「クアドラ・ナッキントッシュ9000」で、日本のバイオタイプ・コンピュータを駆逐して自分たちナッキントッシュで独占させることを目的としている。お姉系の過激な性格だが、その容姿とは異なり妹思いで時には敵である章やミミの想いを尊重する一面も見せる。彼女のみ、インストールされている日本語フォントが不完全なため会話時の語尾が支離滅裂になっている。
彼女たちNac3姉妹には特定の主人（マスター、オーナー）が存在するのか否かは不明。
セントリス
Nac3姉妹の次女で、正式な機種名称は「セントリス・ナッキントッシュ850」。長身でキツい性格ではあるが3姉妹の中では最も冷静沈着なため基本的に姉のクアドラをサポートしており、過激な行動に走るクアドラとパフォーマを押さえる役割を担うことが多い。
パフォーマ
Nac3姉妹の末妹で、正式な機種名称は「パフォーマ・ナッキントッシュ6200」。能力的には姉2人をはるかに凌駕しており、それゆえに姉2人を見下した発言やクアドラ以上の過激ぶりを見せる。また、自身の能力を過信している傾向もあり、時にはその過信さが命取りに繋がることもある。
夏目八千代
夏目財閥の女当主。実はミミ同様に自立思考型ヒューマノイド・コンピュータ。フォルテと同じAZ型だが、主を亡くしている。遺言で永久動作を命じられ財閥を切り盛りしている。本体の能力は最低レベルだが、レミを通じて財閥のメインコンピュータとリンクすることで絶大な能力を発揮する。
元々いたレミだけでなく、華子やフォルテも引き取っており情が深い。
レミ（麗美）
夏目八千代が所持していた自立思考型ヒューマノイド・コンピュータのオプション機器で、サードパーティ製。
自身では電源を装備していないため、長期間本体から離れるとシステム停止状態になる。八千代の下から誘拐され、システム停止になったところを廃棄されて、章とミミに拾われる。
HANAKO（華子）
フォルテが所持していた自立思考型ヒューマノイド・コンピュータのオプション機器で、メーカー純正品。純正品はサードパーティ製と異なって外見は「可愛くない」。実は耐久性を高める外装に覆われており中身は可愛い。
マンチュラ、コンチュラ
アメリカ カンパック社製の双生児の自立思考型ヒューマノイド・コンピュータ（バイオタイプ）。クアドラよりは遙かに通常に近いが、インストールされている日本語フォントに難があるようで、細かい言い回しがカタカナ語になることがある。
夏目八千代のリンクしているスーパーコンピュータに不正アクセスを行い、フォルテや華子をも倒す。迎撃を行ったミミにも重傷を与える。アプティバに依ればスペックは高いものの余裕が無いため破損などには弱いとのこと。瀕死のミミに片腕を破壊され、アプティバの言もあって撤退した。
アプティバ・山崎
アメリカ M・B・I社製の自立思考型ヒューマノイド・コンピュータ（バイオタイプ）。Nac姉妹3人を相手取って完勝する実力を持っている。マンチュラ、コンチュラを辛うじて退けたミミを回収し、修理とCPU載せ替えを行った。
章たちの高校の保健医でもある。
マザー・アマテラス
未来世界から、ミミたちバイオタイプのヒューマノイド・コンピュータを現代社会に送り込む「サクヤ計画」を実行した。人間なのかコンピュータシステムなのかは明らかになっていない。
作中では1999年から男子の出生率が急激に下がり、2050年以降は女子しか生まれなくなった。保存された精子やクローン男性による繁殖も限界を迎え、22世紀になる頃には卵子のみを培養する形で子供を作るようになっており、男女で成立するという意味での人類は絶滅している。サクヤ計画とは送り込んだバイオコンピュータが「E因子」と呼ばれる相性の良い主人を見つけることで打開策を見つけるものらしいが、ここまで説明されたところで連載が終了している。

## OVA版
全3巻のOVAが1997年に「ピンクパイナップル」レーベルから発売され、2001年にはOVA全巻を収録したDVD「ぶっとび!!CPU 全集」も発売された。
本OVAは基本的に原作を基に制作されているが、以下の相違点がある。
- 原作は年齢制限がないが、OVAではR指定（15歳未満および中学生以下は鑑賞禁止）にレイティングされている。
- 原作キャラクターの約半数（的場純一・ナナ・小石川愛・夏目八千代・麗美・華子など）が登場しない。
- フォルテの行く末が原作とは異なり、最終的に章に仕えることになる。
- 原作終盤で語られた物語の核心に触れないまま、OVAは完結する。

スタッフ
- 原作：新谷かおる
- 企画・製作：望月雄太郎、奥野敏聡、神田修吉
- 監督：日高政光
- キャラクターデザイン / 作画監督：千羽由利子
- 美術監督：井置敦
- 撮影監督：池上元秋
- 音楽：斉藤かんじ（1話、2話）、山本はるきち（3話）
- 音響監督：三間雅文
- 編集：関一彦
- 製作：ピンクパイナップル
- アニメーション制作協力：オー・エル・エム

主題歌
「アクセスはあなたから」（ケイエスエスレコード）
作詞：佐藤ありす / 作・編曲：浅井真 / 歌：柊美冬
サブタイトル
第1巻「過激にアクセス」
第2巻「やさしくハングアップ」
第3巻「優雅にリセット」
キャスト
- 高岡章：有馬克明
- 高岡ミミ：柊美冬
- 島田加奈子：小西寛子
- 倉田順平：林延年
- 坂口太：肥後誠
- 謎の男（バイヤー）：梅津秀行

- PCショップの店員：宮田始典
- PC2198Ae、フォルテ：山口由里子
- フォルテのマスター：関俊彦
- クアドラ：三石琴乃
- セントリス：岡本麻弥
- パフォーマ：宮村優子